# (90698) Kosciuszko
(90698) Kosciuszko es un asteroide perteneciente al cinturón de asteroides descubierto el 1 de marzo de 1984 por Edward Bowell desde la Estación Anderson Mesa (condado de Coconino, cerca de Flagstaff, Arizona, Estados Unidos).

## Designación y nombre
Designado provisionalmente como 1984 EA. Fue nombrado en honor a Andrzej Tadeusz Bonawentura Kościuszko (1746-1817) quien fue un ingeniero militar polaco que colaboró en la revolución estadounidense con el diseño y la construcción de fortificaciones militares, incluidas las de West Point, Nueva York. Lideró un intento de independencia de Polonia de la Rusia imperial en 1794, conocido como el levantamiento de Kościuszko.

## Características orbitales
Kosciuszko está situado a una distancia media del Sol de 2,380 ua, pudiendo alejarse hasta 2,979 ua y acercarse hasta 1,781 ua. Su excentricidad es 0,252 y la inclinación orbital 24,003 grados. Emplea 1340,88 días en completar una órbita alrededor del Sol.

## Características físicas
La magnitud absoluta de Kosciuszko es 14,52. Tiene 3,569 km de diámetro y su albedo se estima en 0,297.